# Kaïdara
Kaïdara est une œuvre majeure de la tradition orale peule, issue de la culture africaine de l’Ouest. Considéré comme un texte initiatique et philosophique, ce récit appartient à la riche tradition des contes et épopées transmis de génération en génération... L’histoire de Kaïdara explore des thèmes universels, tels que la quête spirituelle, l’apprentissage, la connaissance et les épreuves de la vie.

## Origine et contexte culturel
Kaïdara fait partie des récits épiques des Peuls, un peuple pastoral et nomade réparti dans une grande partie de l’Afrique de l'Ouest. Ce conte s’inscrit dans une tradition orale vivante qui mêle spiritualité, symbolisme et leçons de vie. Le texte a été recueilli et transcrit pour la première fois par l’écrivain et ethnologue Amadou Hampâté Bâ, qui a joué un rôle central dans la préservation et la valorisation des traditions orales africaines.
Le récit de Kaïdara se distingue par sa richesse symbolique et sa portée initiatique, reflétant les valeurs spirituelles et philosophiques des Peuls.

## Résumé de l’histoire
Kaïdara raconte le voyage initiatique de trois compagnons : Hammadi, Hamtoudo et Dembourou. Lors de leur périple, guidés par une voix omnisciente, ils rencontrent des épreuves des personnages mystérieux qui leur délivrent des messages symboliques.
Leur chemin les conduit au pays des génies-nains, un lieu gouverné par Kaïdara, une divinité associée à la richesse spirituelle et matérielle.
Je suis le symbole du pays des génies-nains
et mon secret appartient à Kaïdara,
le lointain, le bien proche Kaïdara…
Quant à toi, fils d’Adam, va ton chemin.
vers 124-127, traduction d’Amadou Hampâté Bâ
Au fil de l’histoire, chacun des compagnons révèle sa véritable nature. Seul l’un d’entre eux parvient à transcender ces épreuves et à recevoir les enseignements de Kaïdara. Cette récompense représente la connaissance supérieure et l’harmonie entre les dimensions spirituelle et matérielle de la vie.

## Thèmes principaux
- La quête initiatique : Le voyage des trois compagnons est une métaphore de la progression spirituelle et de la transformation personnelle.
- Les épreuves de la vie : Les obstacles rencontrés symbolisent les défis que tout être humain doit surmonter pour atteindre la sagesse.
- La richesse spirituelle : Contrairement à la richesse matérielle, la richesse spirituelle est durable et universelle.
- La transmission du savoir : Kaïdara met en lumière l’importance des guides spirituels et des mentors dans la quête de la connaissance.

## Signification et impact
Kaïdara est un texte fondamental pour comprendre la philosophie peule et, plus largement, les traditions spirituelles de l’Afrique de l’Ouest. Il transmet des leçons intemporelles sur la vie et la condition humaine, tout en éclairant la relation entre l’homme, le divin et la nature.
Dans ses travaux, Amadou Hampâté Bâ a souligné que Kaïdara n’est pas seulement une histoire, mais aussi un outil d’éducation spirituelle, destiné à guider les individus sur leur chemin personnel.

## Publications
Il existe des versions modernes ou des adaptations dramaturgiques de Kaïdara, cependant, la version la plus célèbre est celle transcrite et commentée par Amadou Hampâté Bâ. Écrivain, ethnologue et fervent défenseur des traditions orales africaines, il a immortalisé ce récit initiatique, offrant au monde un accès unique à la sagesse peule et à l’universalité de ses enseignements spirituels.
Publiée en français, elle offre à un public international l’accès à cette œuvre majeure de la tradition orale africaine. Les Éditions Diane de Selliers ont sublimé cet héritage en publiant une édition illustrée de Kaïdara, enrichie d’œuvres d’art du peintre sénégalais Omar Ba qui résonnent avec la spiritualité et la beauté du texte. Ce livre, conçu comme une œuvre d’art à part entière, invite les lecteurs à plonger dans l’univers mystique et initiatique de Kaïdara tout en découvrant des liens entre la tradition orale et les arts visuels.

## Influence
Kaïdara continue d’inspirer des chercheurs, artistes et écrivains. Son caractère universel en fait une référence pour quiconque s’intéresse aux quêtes spirituelles et à la sagesse universelle.